# Мечел (молодёжный хоккейный клуб)
Молодёжный хоккейный клуб «Мечел» — молодёжная команда по хоккею с шайбой из Челябинска.
Основана в 2011 году. Выступает во втором дивизионе МХЛ.
Представляет челябинскую хоккейную школу «Мечел» и Челябинский металлургический комбинат. Домашние матчи проводит в ледовом дворце «Мечел» (на 2800). До 2012 года являлся фарм-клубом команды ХК «Мечел». С 2012 года — партнёрская команда в ВХЛ ХК «Ижсталь». В сезоне 2011/12 годов команда называлась «Стальные Львы».

## История
Команда образована на основе фарм-клуба ХК «Мечел», «Мечел-2». С 2011 года выступает в дивизионе «Б» Молодёжной хоккейной лиги.

В качестве предсезонной подготовки к сезону 2011/12 команда принимала участие в турнире памяти Дениса Ляпина, который проходил с 10 по 14 августа. Тогда ещё не имевший название «Мечел-2» занял 5-е место из 6-ти возможных. Победу удалось одержать лишь над командой «Звезда» (Чебаркуль) со счётом 6:5. Наставник «Стальных львов» так отозвался по поводу выступления своей команды:
Действительно, команды группы «А» укомплектованы посильнее. И «Белые Медведи», и Ханты-Мансийск, в первую очередь, и уфимский «Толпар». Во-первых, они уже поиграли, пооббились. Они уже знают, что умеют, чего могут и хотят достичь. Мы же пока только готовимся к этому. Но турнир был хорошим. Нам понравилось.Дмитрий Андреев
Также, после вопроса — «обсуждалось ли в команде её название», Дмитрий Андреев ответил: «да, мы обсуждали название команды». Однако большого выбора у руководителей клуба не было из-за того, что команда представляет Челябинский металлургический комбинат и группу компаний «Мечел», у неё должно быть «стальное» название. А лев является талисманом хоккейного клуба «Мечел» уже много лет. Поэтому название клуба вполне закономерно.
В своём первом матче в МХЛ, который проходил 22 сентября, «Стальные Львы» в гостях не оставили никаких шансов «Кристалл-Юниору», разгромив хозяев площадки в Саратове со счётом 8:3. Дублем у молодёжной команды «Мечела» отметился Александр Савицкий, забросивший 1-ю и 8-ю шайбы своей команды.
По итогам регулярного чемпионата команда заняла в дивизионе «Центр» четвёртое место, а среди всех команд — десятое. В плей-офф команда дошла до четвертьфинала, где со счётом 1:3 в серии уступила будущему чемпиону лиги — команде «Октан» (Пермь). По окончании первого сезона МХЛ-Б «Стальные Львы» заняли 7-е место в лиге.
В июне 2012 года, после того, как ХК «Челмет» получил своё нынешнее название, клуб был переименован в «Мечел».